# Stor snytesnäcka
Stor snytessnäcka (Bithynia tentaculata) är en relativt liten art  av sötvattenssnäckor med gälar och en operculum. Arten tillhör familjen snytesnäckor.